# Polybothris luczoti
Polybothris luczoti es una especie de escarabajo del género Polybothris, familia Buprestidae. Fue descrita científicamente por Guérin-Méneville en 1833.
Puede alcanzar una longitud de unos 30 milímetros (1,2 pulgadas).

## Distribución geográfica
Habita en Madagascar.